# Kačina

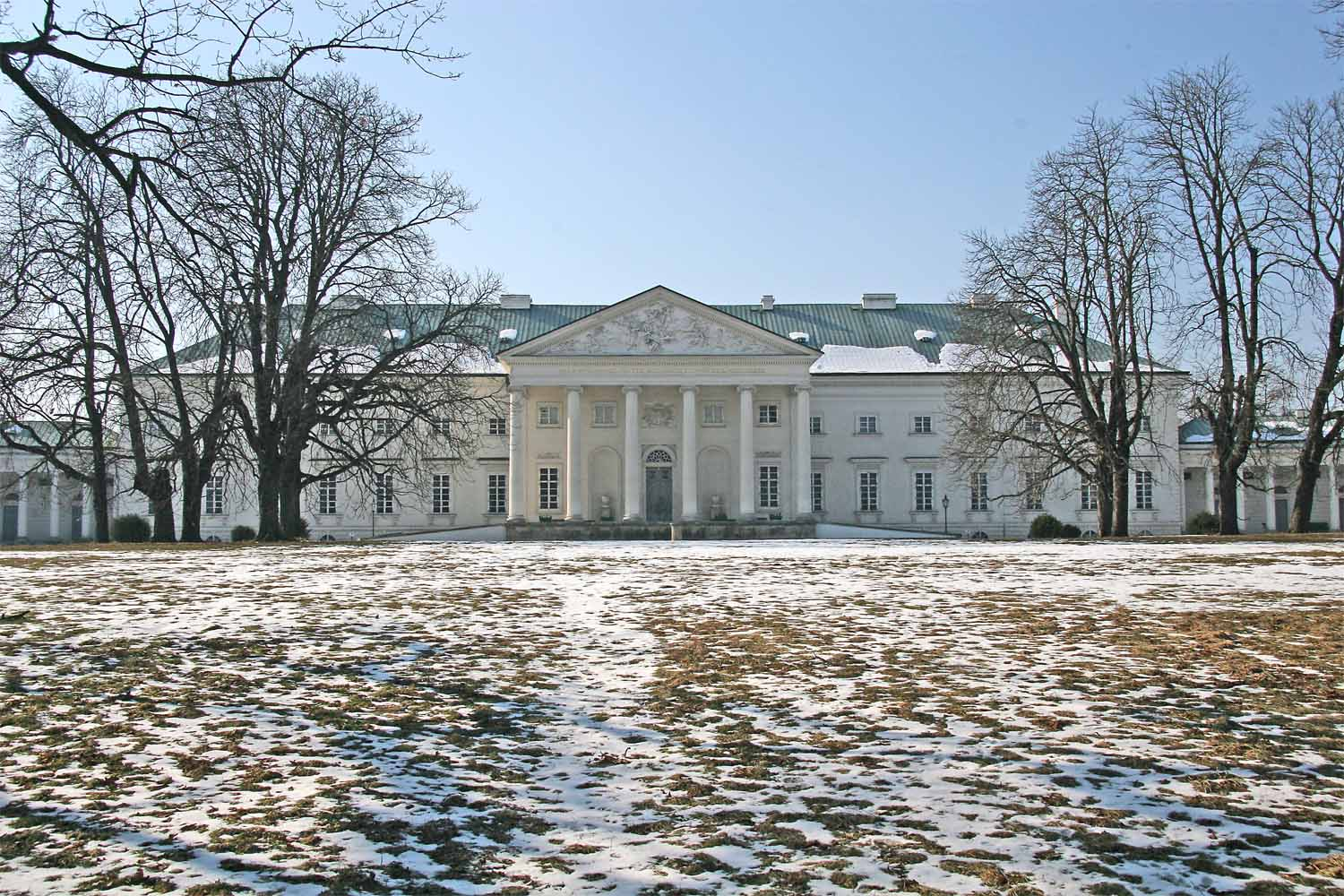
Cung điện Kačina năm 2007

Kačina là một cung điện theo phong cách Đế chế tọa lạc tại làng Svatý Mikuláš, huyện Kutná Hora, vùng Středočeský, Cộng hòa Séc. Năm 1945, cung điện là tài sản công.

## Lịch sử

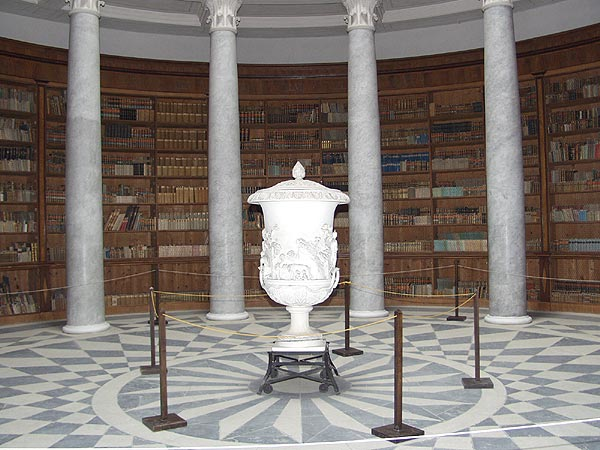
Thư viện chứa hơn 40.000 cuốn sách

Kačina là cung điện thuộc sở hữu của thủ phủ tối cao Vương quốc Bohemia và chủ tịch thống đốc Jan Rudolf Chotek (1748–1824) xây dựng trên một ngôi làng thời trung cổ từ năm 1806 đến năm 1824. Kiến trúc cung điện trở nên hoàn mỹ dưới bàn tay của kiến trúc sư hoàng gia người Sachsen ông Christian Franz Schuricht (1753–1832) từ Dresden và Johann Philipp Jöndl (1782–1870). Johann Philipp Jöndl có ảnh hưởng rất lớn tới sự hoàn thiện của lâu đài.
Cấu trúc lâu đài gồm ba phần: toà nhà trung tâm, bên phải là nhà nguyện, nhà hát; bên trái là một thư viện rộng lớn có niên đại từ thế kỉ 16-19. Toàn nhà chính (trung tâm) gồm các gian phòng cùng với đại sảnh tinh tế là không gian dành cho gia đình sinh hoạt.
Nhà thực vật học Áo nổi tiếng Nikolaus Joseph von Jacquin (1727–1817) lên kế hoạch và hoàn thiện cho công viên bao quanh lâu đài trước khi lâu đài khánh thành 13 năm.